# Viaduct van de Eau Rouge
Het viaduct van de Eau Rouge is een autosnelwegviaduct in de gemeente Malmedy in de Belgische provincie Luik. Het viaduct is een deel van de E42 / A27 en overspant de vallei van de Eau Rouge.
Het viaduct werd, net als het naburige viaduct van Remouchamps ontworpen door het studiebureau van René Greisch en in de periode 1989-1993 gebouwd.
De brug gaat over de vallei van de Eau Rouge en over de pouhon de Bernister, een kwelzone met zuur, ijzerhoudend water aan de oevers van de Eau Rouge. De vallei is hier betrekkelijk groter dan het debiet van het riviertje zou vermoeden. Het hogere deel van de rivier (nu de vallei van de Trô Maret) werd gecapteerd door een andere rivier: de Trô Maret. Nog langer geleden stroomde zelfs de Warche door dit dal.
Het is een stalen boogbrug gecombineerd met een twee aanlopen op pijlers met een totale lengte van 650 meter en een maximale hoogte van 45 meter. De maximale overspanning (door de boog) bedraagt 270 meter. Deze overspanning laat toe om de natte en zure valleibodem volledig te vrijwaren van constructies.

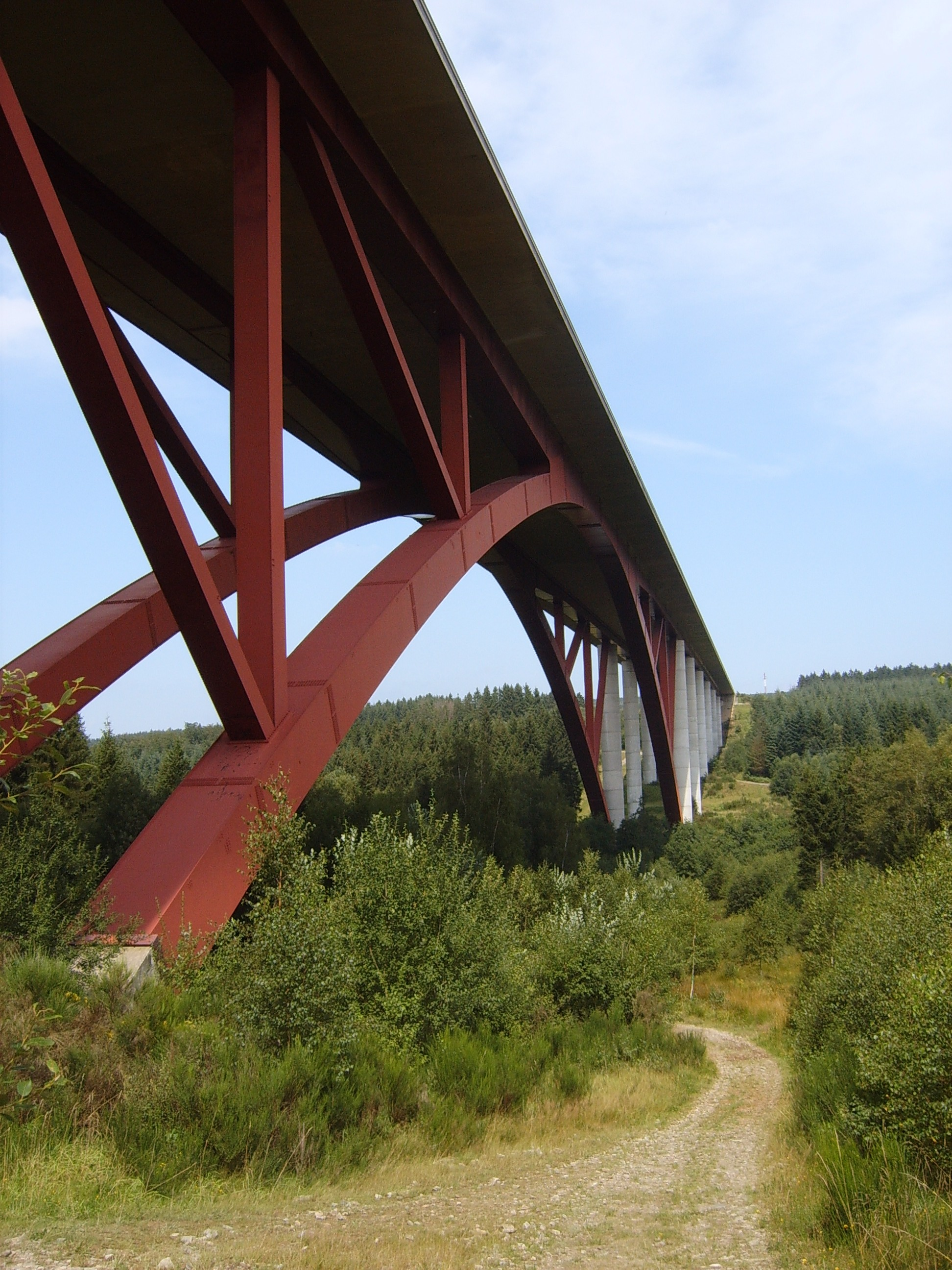
van beneden gezien